# Farmacognosie
Farmacognosie (Grieks: φάρμακον pharmakon: medicijn en γνῶσις gnosis: kennis) is de studie naar en de kennis van geneesmiddelen. Doorgaans wordt hier specifiek gedoeld op middelen van natuurlijke herkomst. Het vak is een deelgebied van de farmacie.
De farmacognosie richt zich op de studie van de fysieke, chemische, biochemische en biologische eigenschappen van medicijnen van natuurlijke oorsprong. Ook richt ze zich op de zoektocht naar nieuwe medicijnen van natuurlijke oorsprong. Farmacognosie omvat onder meer onderzoek op de gebieden van fytochemie, chemie van micro-organismen, biosynthese, biotransformatie en chemotaxonomie.

## Geschiedenis
De term "Pharmacognosie" is voor het eerst gebruikt door de Oostenrijkse chirurg en oogarts Johann Adam Schmidt (1759-1809), in een handgeschreven manuscript 'Lehrbuch der Materia Medica', dat postuum gepubliceerd werd in 1811. Schmidt was, tot aan zijn dood, hoogleraar aan de Josephs-Akademie in Wenen. Hij was ook de arts van Ludwig van Beethoven.

Kort daarna, in 1815, werd de term gebruikt door Chr. Aenotheus Seydler in een werkje genaamd Analecta Pharmacognostica.
Oorspronkelijk, in de 19e eeuw en het begin van de 20e eeuw, werd de term gebruikt om de tak van geneeskunde aan te duiden die zich bezig hield met de toepassing van ruwe, onbewerkte geneesmiddelen in het algemeen, zoals gedroogd plantaardig, schimmel-, dierlijk of mineraal materiaal. Later kreeg de term voornamelijk betrekking op plantaardig materiaal: fytotherapie.

## Organisaties
Er zijn een aantal organisaties die zich richten op de promotie van de farmacognosie, waaronder de American Society of Pharmacognosy, de Gesellschaft für Arzneipflanzenforschung en de Nederlandse Vereniging voor Geneeskruidenonderzoek (NVGO).